# Staurodesmus subulatus
Staurodesmus subulatus  là một loài Song tinh tảo trong họ Desmidiaceae, thuộc chi Staurodesmus.